# Svinninge (Holbæk)
Svinninge is een plaats en voormalige gemeente in de Deense regio Seeland.

## Voormalige gemeente
De oppervlakte bedroeg 85,92 km². De gemeente telde 6588 inwoners waarvan 3296 mannen en 3292 vrouwen (cijfers 2005).
Na de herindeling van 2007 werden de gemeentes Jernløse, Svinninge, Tornved en Tølløse bij Holbæk gevoegd.

## Plaats
Svinninge telt 2671 inwoners (2008).